# کاتا کول
کاتالینا توماس «کاتا» کول یوچ (انگلیسی: Cata Coll؛ زادهٔ ۲۳ آوریل ۲۰۰۱) یک بازیکن حرفه‌ای فوتبال اهل اسپانیا است که در پست دروازه‌بان برای تیم پرافتخار لیگا اف، باشگاه فوتبال زنان بارسلونا و تیم ملی اسپانیا بازی می‌کند. در تابستان ۲۰۱۸، در سن ۱۷ سالگی، او یکی از کاپیتان‌های تیم تاریخی اسپانیا در مسابقات جام جهانی زیر ۱۷ سال بود که به قهرمانی رسیدند. در همان سال، او دروازه‌بان اصلی تیم زیر ۲۰ سال اسپانیا در جام جهانی فرانسه بود.

## اوایل زندگی
کاتالینا توماس کول لیوچ در ۲۳ آوریل ۲۰۰۱ در مایورکا به دنیا آمد. او اهل پورتول، شهری در شهرداری ماراتشی در جزیره مایورکا است. نام او از کاترینای پالما، قدیس حامی مایورکا گرفته شده است.

## دوران باشگاهی
کاتا کول فوتبال را از ۶ سالگی در تیم سانت مارسال آغاز کرد. او ابتدا به عنوان مدافع میانی بازی می‌کرد تا اینکه در ۱۱ سالگی دروازه‌بانی را امتحان کرد. او تا ۱۴ سالگی در تیم‌های پسران بازی می‌کرد، تا اینکه پس از امضای قرارداد با اتلتیک ماراتشی به تیم زنان منتقل شد و سپس به کولرنس پیوست. در آخرین فصل حضورش، او یکی از بازیکنان کلیدی در صعود تیم به لیگ چلنج ایبردرولا بود.
پس از عملکرد درخشان، کول مورد توجه باشگاه‌های لیگ برتر قرار گرفت و در نهایت پیشنهاد بارسلونا را پذیرفت. در ژوئیه ۲۰۱۹، اعلام شد که او قراردادی تا سال ۲۰۲۳ امضا کرده و فصل اول را به صورت قرضی در باشگاه فوتبال زنان سویا در لیگ برتر فوتبال زنان اسپانیا بازی خواهد کرد.
در فصل ۲۴–۲۰۲۳، کول به عنوان دروازه‌بان اصلی باشگاه فوتبال زنان بارسلونا انتخاب شد و عملکرد قابل اعتمادی از خود نشان داد. او در این فصل تنها ۶ گل دریافت کرد که سه تای آن در لیگ قهرمانان و سه تای دیگر در لیگ اف بود.

## دوران ملی
کاتا کول در سال ۲۰۱۶ و در سن ۱۵ سالگی برای شرکت در مسابقات قهرمانی زیر ۱۷ سال اروپا در سال ۲۰۱۷ در جمهوری چک انتخاب شد. تیم اسپانیا پس از شکست در فینال مقابل تیم ملی فوتبال زیر ۱۷ سال زنان آلمان به نایب قهرمانی رسید.
در سال ۲۰۱۸، او به عنوان کاپیتان تیم زیر ۱۷ سال اسپانیا در مسابقات قهرمانی اروپا در لیتوانی حضور یافت و این بار با پیروزی بر آلمان در فینال، قهرمانی را تجربه کرد.
در همان سال، او در جام جهانی زیر ۱۷ سال در سال ۲۰۱۸ در اروگوئه حضور یافت و پس از پیروزی در فینال مقابل مکزیک، به عنوان قهرمانی جهان دست یافت. کول در این مسابقات با مهار دو پنالتی در نیمه نهایی مقابل کره جنوبی، یکی از قهرمانان تیم شد. او پس از این مسابقات به عنوان بهترین دروازه‌بان رقابت‌ها انتخاب شد و جایزه دستکش طلایی را دریافت کرد.
در سال ۲۰۲۳، کول به عنوان بخشی از تیم ملی اسپانیا برای جام جهانی فوتبال زنان ۲۰۲۳ انتخاب شد. او در مرحله یک‌هشتم نهایی مقابل سوئیس اولین بازی خود را برای تیم ملی انجام داد که اسپانیا با نتیجه ۵–۱ پیروز شد. کول در فینال مقابل انگلستان در دروازه تیمش ایستاد و با نتیجه ۱–۰ به پیروزی رسیدند تا اسپانیا برای اولین بار قهرمان جهان شود.